# Бігфут молодший (мультфільм)
«Бігфут молодший» (англ. The Son of Bigfoot) — франко-бельгійський CGI-анімаційний фільм, що вийшов 11 серпня 2017 року. Режисери — Бен Стасен і Джаремі Дегрусон.

## Сюжет
Над звичайним підлітком, на ім'я Адам знущаються у школі. У тілі хлопчика почались дивні зміни: у момент хвилювання його ноги збільшуються у розмірах, він стає чутливішим до звуків, його волосся швидко відростає. Мати Адама каже що його батько загинув, але одного разу Адам знаходить листи які той надсилав матері. Адам вирушає на пошуки свого давно зниклого батька і виявляється, що його батько — бігфут.